# Teatro Mignon
Il teatro Mignon è un teatro di Montelupo Fiorentino.
Si tratta di una sala polivalente ubicata nel centro storico con un'attività prevalentemente indirizzata verso il cinematografo, ma caratterizzata anche da rappresentazioni teatrali, concerti, conferenze e incontri.
Costruita nel 1957, la struttura è dotata di una sala dall'ottima acustica, di bar, biglietteria, grande schermo 12 × 5 metri, un impianto Dolby e l'accesso per i disabili.
La presenza di un palco di pur modeste dimensioni dietro lo schermo ha mantenuto viva anche l'attività teatrale affidata principalmente alle due compagnie residenti: La Compagnia teatrale Mignon, di ispirazione e tradizione vernacolare, e il Centro Studi Teatrali, che organizza corsi di formazione e spettacoli amatoriali.